# Camp Nowhere
Pour plus de détails, voir Fiche technique et Distribution.
Camp Nowhere est un film américain, réalisé par Jonathan Prince et sorti en 1994.

## Synopsis
Morris "Mud" Himmel a un problème, ses parents veulent l'envoyer au camp d'été. Il déteste aller au camp d'été, et ferait n'importe quoi pour s'en sortir. Il en parle à ses amis, et se rend compte qu'ils sont tous confrontés au même problème, pour eux le camp d'été est ennuyeux. Avec ses amis, il imagine un plan pour tromper tous les parents en les envoyant dans un camp de sa propre conception, qui serait en fait un paradis sans parent. ils font un chantage à l'ancien professeur Dennis Van Welker qui doit se faire passer pour le moniteur du camp, et il doit réussir à convaincre les parents que le camp est authentique, et que les parents sont pas autorisés à visiter ...

## Fiche technique
- Titre : Camp Nowhere
- Réalisation : Jonathan Prince
- Scénario : Andrew Kurtzman et Eliot Wald
- Musique : David Lawrence
- Photographie : Sandi Sissel
- Montage : Jon Poll
- Production : Michael Peyser
- Société de production : Hollywood Pictures
- Société de distribution : Buena Vista Pictures (États-Unis)
- Pays de production :  États-Unis
- Genre : Aventure et comédie
- Durée : 96 minutes
- Date de sortie  :
  - États-Unis : 26 août 1994

## Distribution
- John Putch : Neil Garbus
- Peter Scolari : Donald Himmel
- Romy Windsor : Nancy Himmel
- Jonathan Jackson : Morris « Mud » Himmel
- Joshua Gibran Mayweather : Walter Welton
- Andrew Keegan : Zack Dell
- Devin Oatway : Tim
- Kellen McLaughlin : J. D.
- Brian Wagner : Lenny
- Marnette Patterson : Trish Prescott
- Melody Kay : Gaby Nowicki
- Christopher Lloyd : Dennis Van Welker
- M. Emmet Walsh : T. R. Polk
- Ray Baker : Norris Prescott
- Kate Mulgrew : Rachel Prescott
- Maryedith Burrell : Gwen Nowicki
- Peter Onorati : Karl Dell
- Burgess Meredith : Fein
- Hillary Tuck : Betty Stoller
- Paige Andree : Jill
- Leah Theresa Hanner : Debbie
- Mooky Arizona : Arnold
- Kazz Wingate IV : Pete
- Nathan Cavaleri : Steve
- Heather DeLoach : Eileen
- Nicolas Friedman : Ricky
- Alyssa Poblador : Nicole
- Allison Mack : Heather
- Jessica Alba : Gail (caméo)
- Tiffany Mataras : Ashley, la jumelle
- Krystle Mataras : Amber, la jumelle
- Ian Christopher Scott : Warren
- Thomas F. Wilson : Lt. Eliot Hendricks
- Wendy Makkena : Dr. Celeste Dunbar
- Jonathan Prince : Michael Burkey
- Donzaleigh Abernathy : Dorothy Welton, la mère de Walter